# Charles Batteux
Charles Batteux (Vouziers, 6 de mayo de 1713-París, 14 de julio de 1780) fue un filósofo, humanista y retórico francés, que se consagró al estudio de la Poética y la Teoría de la Literatura.
Estudió teología en Reims, trasladándose en 1739 a París, donde le fue concedida la cátedra de filosofía clásica del Collège de France. En 1746 publicó el tratado Las bellas artes reducidas a un único principio, con el cual pretendió unificar las numerosas teorías sobre los conceptos de belleza y gusto. 
La fama así obtenida, consolidada después con su traducción de Horacio (1750), le llevó a ingresar en la Académie des Inscriptions en 1754, y en la Académie Française en 1761. Su Curso de bellas letras  de 1761 fue incorporado, junto a otros escritos menores, en el más amplio Principios de la literatura de 1774. Entre sus escritos filosóficos cabe destacar La moral de Epicuro partiendo de sus propios escritos de 1758, y La historia de las causas primeras de 1769.
Batteux elaboró una teoría sobre las bellas artes, según cual el arte consiste en la fiel imitación de lo bello en la naturaleza. Aplicando este principio a la poesía, y analizando línea por línea e incluso palabra por palabra la poesía de los más grandes poetas, Batteux llega a la conclusión de que la belleza de la poesía consiste en el refinamiento, en la belleza y la armonía de las expresiones individuales.